# Мачка и миш
Мачка и миш новела је Гинтера Граса оригинално објављена у Немачкој 1961. године. Део је Данциг трилогије, а претходи јој роман Лимени добош.

## Синопсис
Тинејџера Јоакима Малкеа природа је обдарила позамашном адамовом јабучицом. Када се једнога дана црна мачка прикраде и скочи на његову избочину на врату велику попут миша, овај инцидент ће одредити Малкеову судбину. Изопштен, не само због своје телесне мане него и због своје генијалности, натприродне способности дугог роњења, истанчаног осећаја за етику и преране зрелости, Малке улаже огромне напоре да изведе низ невероватних подвига који ће чак довести до тога да постане национални херој. Али цена коју ће овај изузетни појединац платити систему због својих врлина биће превисока.

## Интерпретације
Наслов књиге представља централну метафору у којој је Малке миш, док је друштво мачка. Малкеова велика адамова јабучица представља лајтмотив књиге:
Малкеова Адамова јабучица постаде за мачку миш. Мачка је била тако млада, а Малкеова стварчица тако разиграда — било како било, тек она заскочи Малкеу под гркљан: неко је од нас зграбио мачку и гурнуо је Малкеу на врат; или сам ја ... дограбио мачку и показао јој Малкеовог миша. Коаким врисну, али се извуче с незнатним огреботинама.